# Maria Tallchief
Maria Tallchief, née Elizabeth Marie Tall Chief à Fairfax, Oklahoma, le 24 janvier 1925 et morte le  11 avril 2013  à Chicago, est une danseuse, pédagogue et directrice de ballet américaine, d'origine osage par son père et irlando-écossaise par sa mère. C'est la première danseuse amérindienne à avoir été nommée danseuse étoile.

## Biographie
Formée par Bronislava Nijinska, David Lichine et Pierre Vladimiroff à Los Angeles puis à la School of American Ballet, elle commence sa carrière au Ballet russe de Monte-Carlo en 1942. Invitée à l'Opéra de Paris avec George Balanchine en 1947, elle rejoint le New York City Ballet, danse avec l'American Ballet Theatre en 1949, avec le Ballet russe de Monte-Carlo en 1954 et avec le Ballet de l'Opéra de Hambourg en 1965.
Elle quitte la scène en 1966 et crée le Chicago City Ballet en 1980. À partir de 1990, elle dirige le Chicago Festival Ballet.
De 1946 à 1951, elle est l'épouse de George Balanchine, pour lequel elle a créé plusieurs ballets.
Les talents de Tallchief ne se limitaient pas à la scène de la salle de concert. En 1962, Tallchief s'associe à Rudolf Noureev lors de ses débuts américains à la télévision, dansant le pas de deux du «Flower Festival in Genzano» d'Auguste Bournonville,,. Elle a également dansé à la télévision pour The Ed Sullivan Show. En 1952, elle a interprété la ballerine russe Anna Pavlova dans le film La Première Sirène,.

## Distinctions
- 1996 : National Women's Hall of Fame
- 1999 : National Medal of Arts

## Œuvres
- Vee F. Browne, Maria Tallchief: Prima Ballerina, 1995.
- Maria Tallchief: America's Prima Ballerina, autobiographie, 1997.

## Filmographie
- 1952 : La Première Sirène : Anna Pavlova